# 拉莫尔特
拉莫尔特（法語：La Morte，法語發音：[la mɔʁt]）是法国伊泽尔省的一个市镇，属于格勒诺布尔区。

## 地理
拉莫尔特（45°1'47"N, 5°51'22"E）面积19.45 平方千米，位于法国奥弗涅-罗讷-阿尔卑斯大区伊泽尔省，该省份为法国东南部内陆省份，北起顺时针与安省、萨瓦省、上阿尔卑斯省、德龙省、阿尔代什省、卢瓦尔省和罗讷省。
与拉莫尔特接壤的市镇（或旧市镇、城区）包括：维拉尔-圣克里斯托夫、绍隆日、拉瓦尔当斯、利韦和加韦、圣巴泰勒米-德塞希利耶讷。

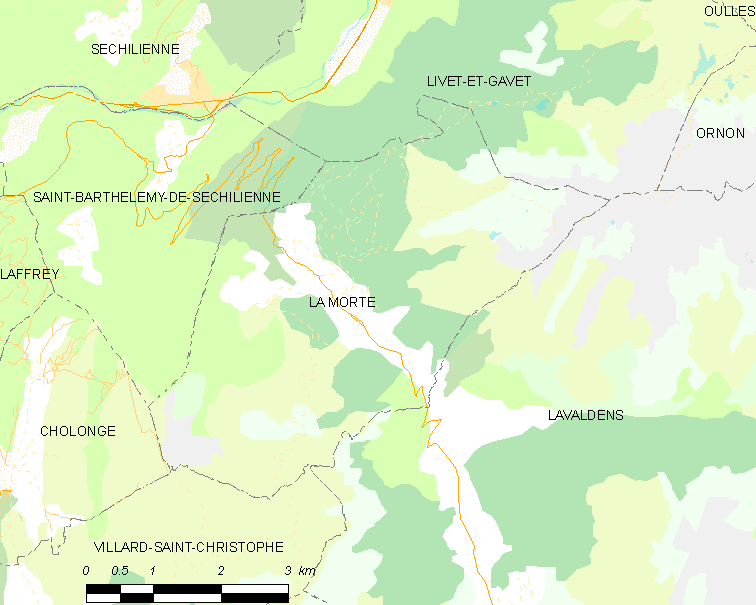
拉莫尔特的OSM定位图

拉莫尔特的时区为UTC+01:00、UTC+02:00（夏令时）。

## 行政
拉莫尔特的邮政编码为38350，INSEE市镇编码为38264。

## 政治
拉莫尔特所属的省级选区为瓦桑-罗曼什县。

## 人口

1962-2008年间拉莫尔特人口变化图示

拉莫尔特于2022年1月1日时的人口数量为139人。